# Heinrich von Dampierre
Heinrich von Dampierre (Henri Duval Dampierre grófja; 1580. – Pozsony, 1620. október 8.) császári tábornagy a harmincéves háborúban.

## Élete
Francia származású volt, a Champagne grófságban született.
1602-től osztrák szolgálatban állott. 1603-ban lippai kapitányként felégette Lugost. A tizenöt éves háborúban 1605-ben katonái rákényszerítették Esztergom feladására. Ekkor Giorgio Basta alatt szolgált.
Az 1615 decemberében kitört Friuli háborúban is katonai parancsnok volt. 1618-ban Csehországba küldték a rendi felkelés elfojtására. 1619-ben különvált Charles-Bonaventure de Longueval seregétől. 1619 augusztusában a morva rendek legyőzték seregét a Wisternitzi (Dolní Věstonice) csatában. Ezt követően egy kürasszír vagy archibusier ezredet állított fel, mely később a 8. cseh dragonyos ezred lett.

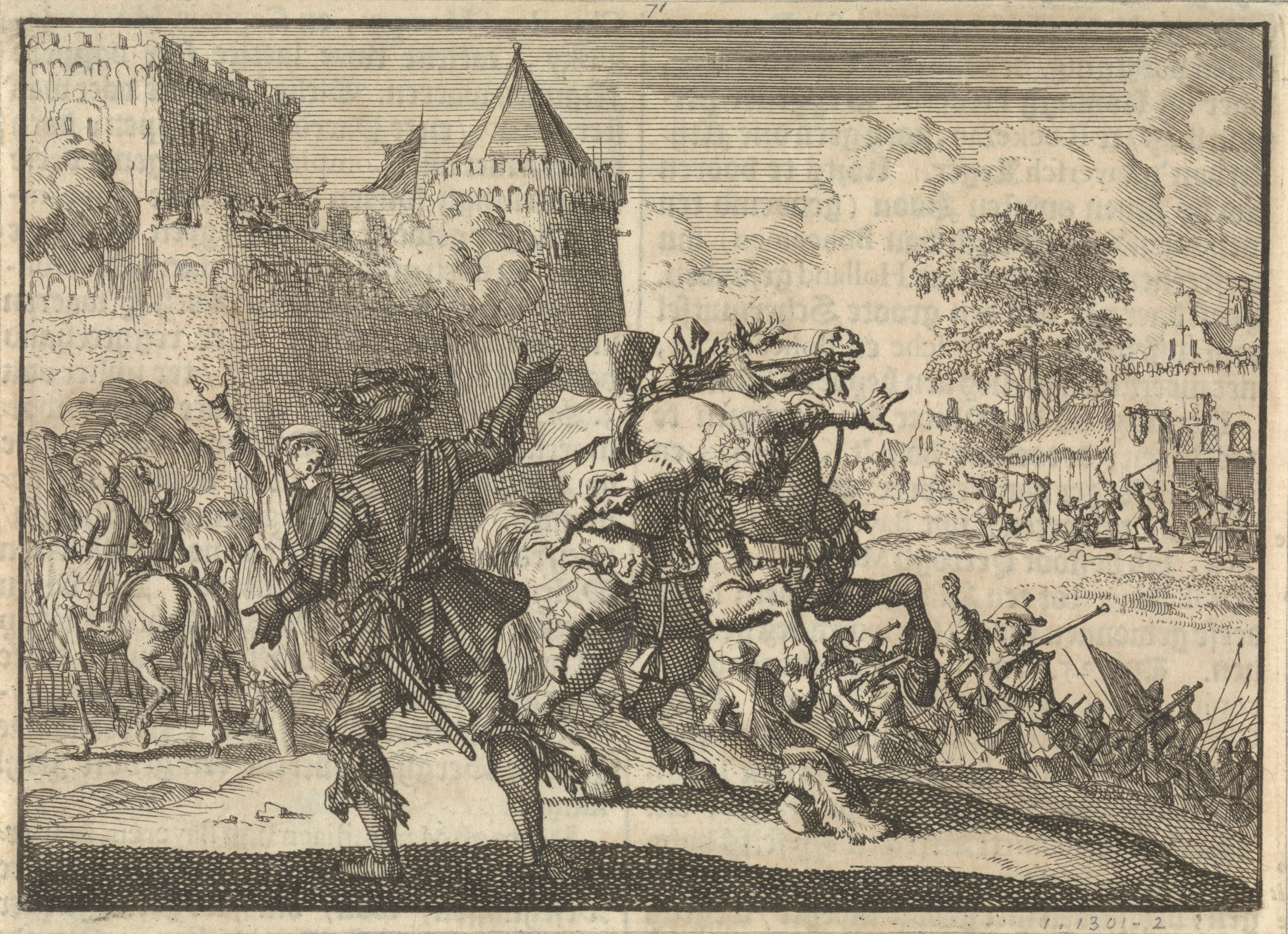
Halála Pozsony ostrománál (1698)

1620 szeptemberében Lakompak határában legyőzte Bethlen Gábor seregeit. Ezután arra törekedett, hogy Bethlent Pozsonytól elzárja. Ezért gyújtószerekkel és kövekkel megrakott hajókat úsztattatott le a Dunán, hogy a pozsonyi hajóhidat lerombolja. Bethlen emberei azonban Dévénynél a hajókat elfogták és elsüllyesztették. Ezt követően éjjeli támadást akart Pozsony ellen intézni. Seregeit 40 hajóra rakatta s úgy indult Bécsből a Dunán lefelé, míg a jobb parton Rainhold Collalto (Reinhart) fedezte a bevonulást azzal a szándékkal, hogy a hainburgi hídon át támadjon Pozsonyra. Október 9-én délelőtt tudtak csak hadai támadást intézni. Egy oszlop a Zuckermantel és Vödric külvárosokat és néhány sáncot elfoglalt. Maga Dampierre a derékhaddal egyenes ostromot intézett a vár ellen. Időközben Collalto hadai is előrenyomultak és egy külvárost elfoglaltak, de a pozsonyi vár ostroma eredménytelen maradt. 
Ismerte és nagyra tartotta a magyarok vitézségét. Előszeretettel használt magyar katonákat, főleg lovasokat. 2500 lovas hajdút szervezett meg, de egységét Bocskai István saját céljainak nyerte meg. A sors fintora, hogy épp magyar fegyverek által esett el.

## Emléke

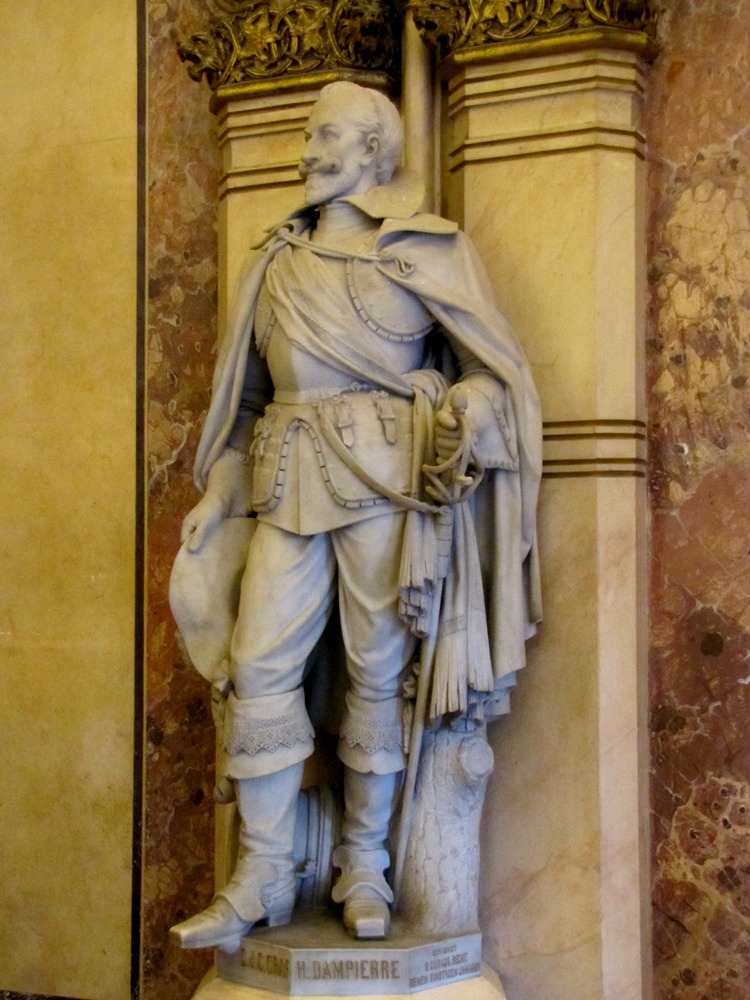
Bécsi Hadtörténeti Múzeum
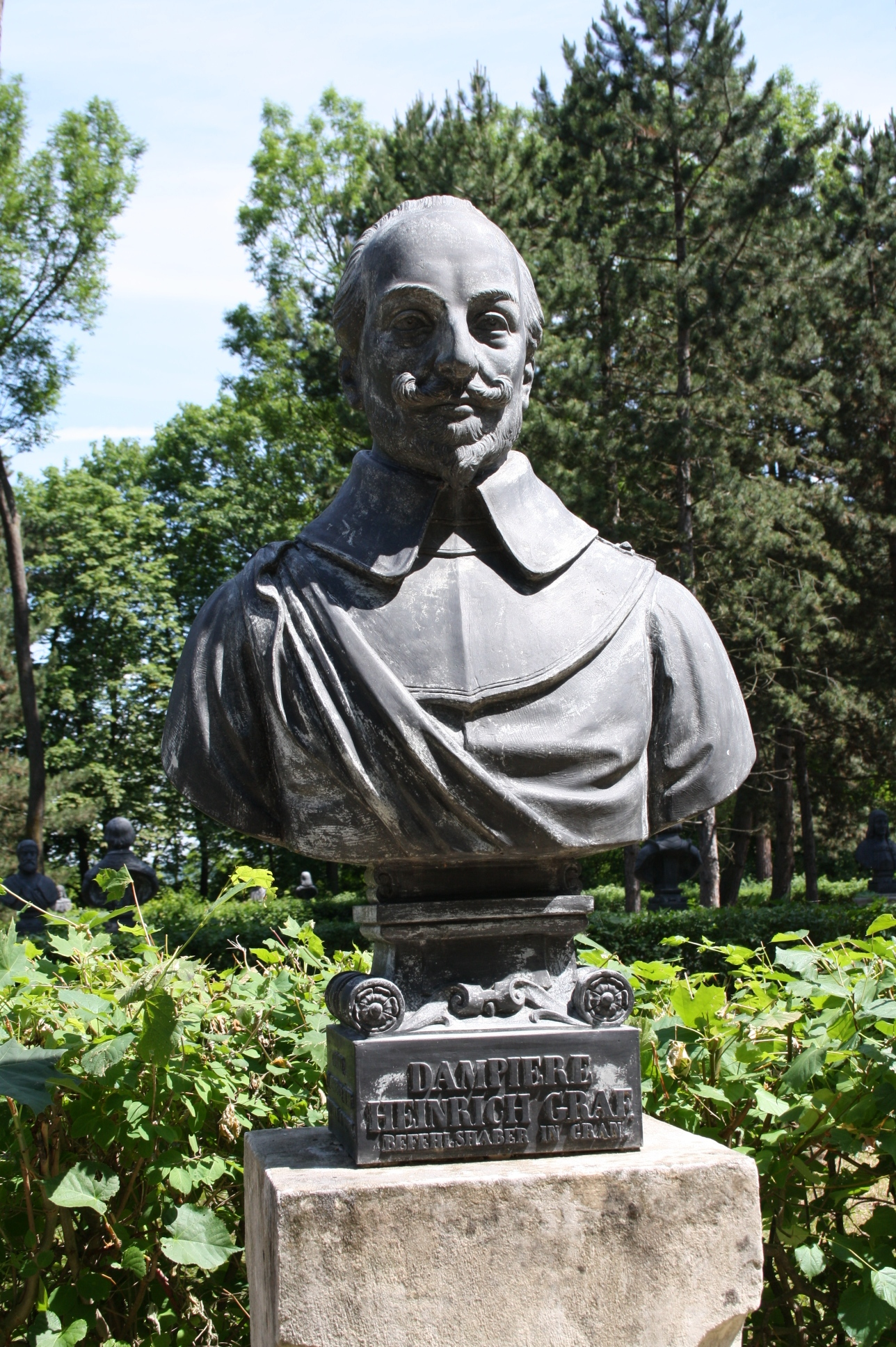
Heldenberg emlékhely
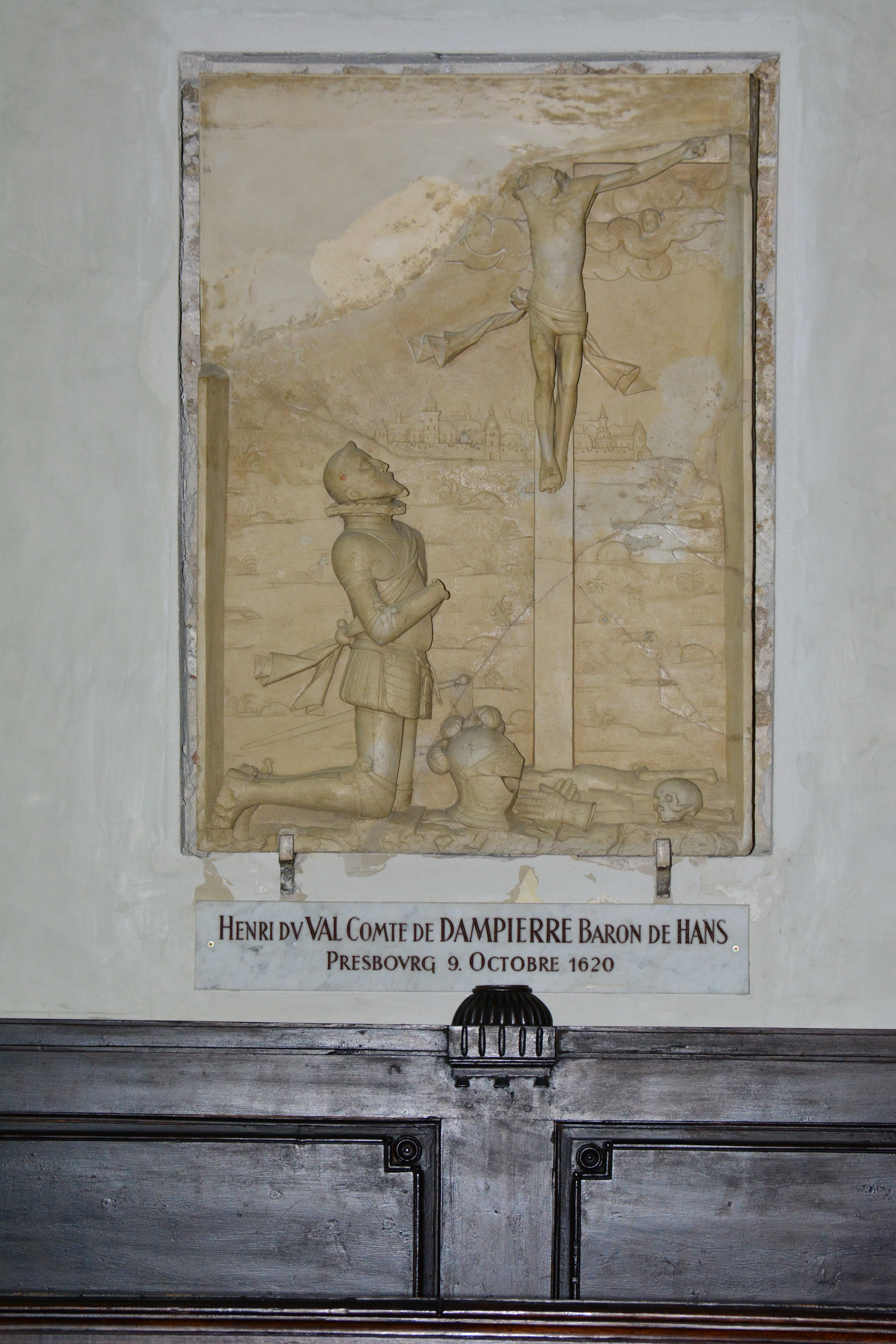
Bécs

- Bécsi Hadtörténeti Múzeum, Hadvezérek csarnoka
- Heldenberg emlékhely, Hősök sétánya
- A Bécs 14. kerületében, Penzingben található Dampierrestraße 1899 óta viseli a nevét.